# (511833) 2015 FM303
(511833) 2015 FM303 es un asteroide perteneciente al cinturón de asteroides, región del sistema solar que se encuentra entre las órbitas de Marte y Júpiter.
Fue descubierto el 21 de agosto de 2012 por el equipo del telescopio Pan-STARRS desde el observatorio de Haleakala.

## Designación y nombre
Designado provisionalmente como 2015 FM303.

## Características orbitales
2015 FM303 está situado a una distancia media del Sol de 2,362 ua, pudiendo alejarse hasta 2,618 ua y acercarse hasta 2,107 ua. Su excentricidad es 0,108 y la inclinación orbital 12,992 grados. Emplea 1326,24 días en completar una órbita alrededor del Sol.

## Características físicas
La magnitud absoluta de 2015 FM303 es 17,65.